# Klosterstraße 8–10 (Mönchengladbach)

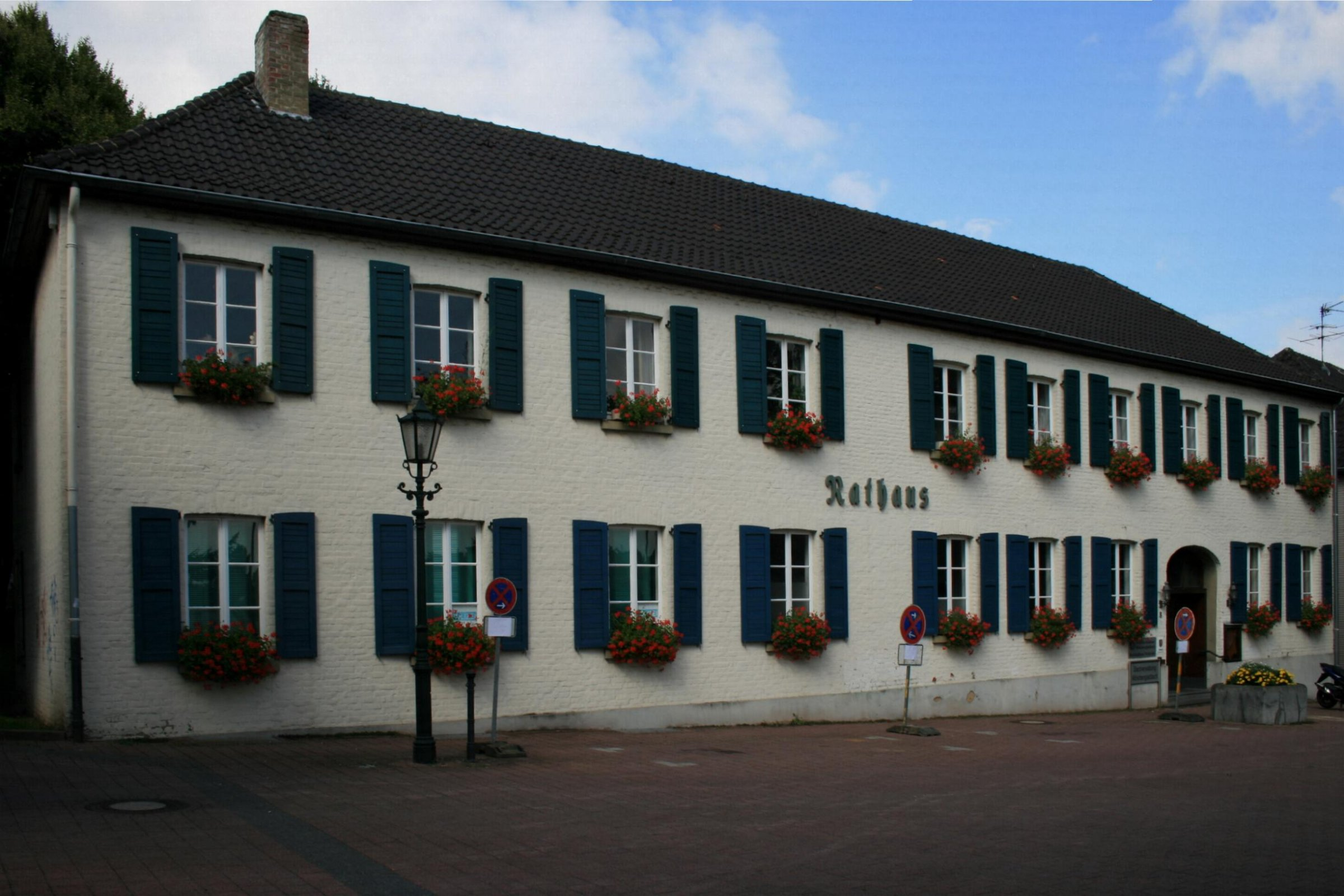
Rathaus Wickrath (2010)

Das Rathaus Klosterstraße 8–10 steht im Stadtteil Wickrath in Mönchengladbach (Nordrhein-Westfalen).
Das Rathaus wurde im 18. Jahrhundert erbaut. Es wurde unter Nr. K 025  am 24. September 1985 in die Denkmalliste der Stadt Mönchengladbach eingetragen.

## Architektur
Kern des Gebäudes ist ein traufständiger, zweigeschossiger Backsteinbau von sechs Achsen mit Walmdach, vielleicht schon im frühen 18. Jahrhundert errichtet und mit dem 1748 erwähnten Gerichts- bzw. Weinhaus identisch, mit der östlichen Schmalseite an die Honiggasse angrenzend und entlang dieser durch einen Anbau von gleicher Traufhöhe um 1900 winkelförmig erweitert. 1967 durchgreifend umgebaut und dabei nach Westen um vier Achsen verlängert.
Charakteristischer Backsteinbau des 18. Jahrhunderts in stilgerechten Formen erweitert, als historische Baudominate im fast völlig kriegszerstörten Wickrather Ortszentrum erhaltenswert aus ortsgeschichtlichen und städtebaulichen Gründen.